# 世界登山自由車錦標賽
世界登山自由車錦標賽是一項登山自行車越野錦標賽。該賽事由國際自行車聯盟管理。首屆比賽於1990年舉辦。
錦標賽前三名都會獲得金牌，銀牌和銅牌. 每屆冠軍都會穿上彩虹戰衣直到下一屆錦標賽賽事舉行。與其他山地自行車比賽不同的是，該錦標賽的選手代表國家參賽。

## 外部連結
- UCI mountain bike page （页面存档备份，存于）
- UCI Mountain Bike World Championships page （页面存档备份，存于）